# Miralem Ibrahimović
Miralem Ibrahimović (Banovići, 19. siječnja 1963.) je bosanskohercegovački nogometni vratar.
Kao igrač nastupao za Jedinstvo Brčko, Dinamo Zagreb, Zeytinburnuspor, Cibaliju, Jedinstvo iz Bihaća. U zagrebačkum Dinamu nije često prva opcije, većinu sezona figurira kao pričuva Draženu Ladiću. U sezuni 1998./99. nastupa za Cibaliju, gdje izvrsnim obranama doprinosi plasmanu kluba u finale kupa i opstanku u ligi. U ljeto 1999. godine pristupa bihaćkom Jedinstvu u kojem brani sljedeće tri sezone. Nakon okončanja aktivnog igranja 2002. godine najprije radi u Jedinstvu kao jedan od trenera, zatim kao pomoćni trener, da bi nakon toga dobio priliku i sam voditi prvu ekipu.
2009. godine vraća se u zagrebački Dinamo gdje je u stožeru Krune Jurčića zadužen za rad s vratarima.